# Montañas Cariboo
Las montañas Cariboo (en inglés: Cariboo Mountains; en francés: Chaîne Cariboo) son una pequeña cadena montañosa del oeste de Canadá, la subcordillera más septentrional de las montañas Columbia, que se extienden hasta la zona de Spokane, en los Estados Unidos, e incluyen las montañas Selkirks, Monashees y Purcells. Las montañas Cariboo están enteramente dentro de la provincia de Columbia Británica, Canadá. Su superficie es de 7700 km² y su longitud es de unos 245 km (sudeste-noroeste) y de unos 90 km en su parte más ancha (sudoeste-noreste). 

## Geografía física

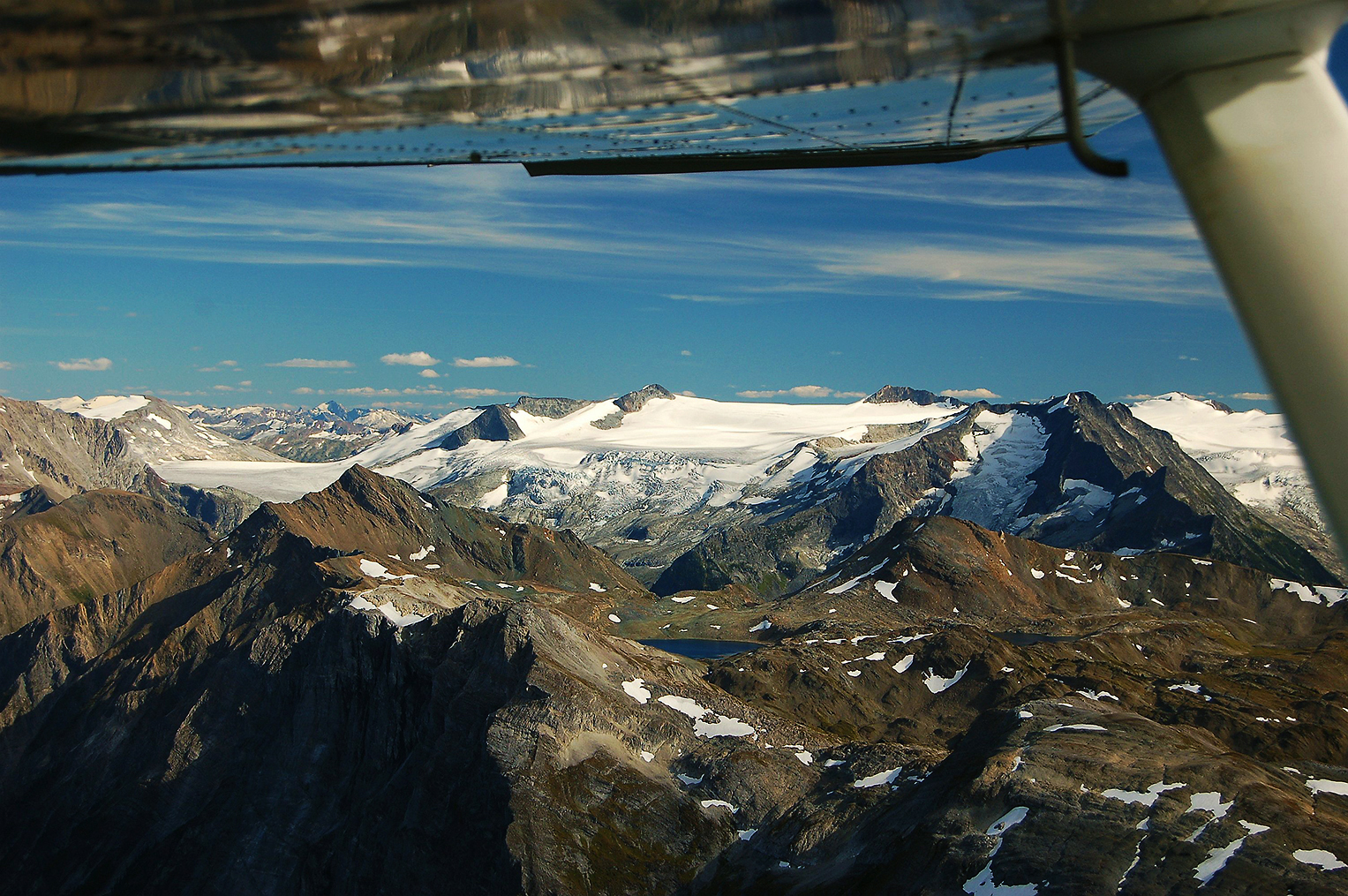
El campo de hielo de Braithwaite, el mayor de las montañas Cariboo

Al este de la cordillera se encuentra la trinchera de las Montañas Rocosas, en esta región en gran parte el curso del río Fraser superior (incluida la sección conocida como el Gran Cañón del Fraser, que no debe confundirse con el más conocido cañón Fraser más cerca de Vancouver). Al oeste, la cordillera linda con la meseta de Cariboo a través de un área intermedia de "piedemonte" conocida como Quesnel Highland. Al noroeste, la cadena desciende al área del río Willow de la meseta Nechako, que se encuentra alrededor de Príncipe George. Al sur de la cordillera, al noreste de Clearwater, un área montañosa parecida a una meseta entre la cordillera y el río North Thompson forma parte del altiplano de Shuswap, que cruza el norte de Thompson y continúa hacia el área del lago Shuswap. 
Nota: Algunos sistemas de clasificación asignan las montañas Cariboo a la meseta Cariboo, que también incluye la pequeña cordillera Marble y la cordillera Clear, pero es una cordillera tan grande y tan montañosa, con picos que rivalizan con los más altos de los Selkirks, que no justifica la designación de "meseta". 
Las subcordilleras de las montañas Cariboo incluyen la cordillera de Palmer y la cordillera de Mowdish. 

### Cuencas y ríos
A diferencia de las otras tres principales subcordilleras de las Montañas Columbia, las montañas Cariboo no tienen casi ningún contacto con el río Columbia o sus afluentes, pero están totalmente delimitadas por el Fraser y su afluente, el río Thompson del Norte (hay una pequeña excepción en el río Canoe, que corre hacia la trinchera de las Montañas Rocosas desde el extremo oriental de la cordillera. El río Canoe está en el lado norte del paso de Albreda, que es la división entre el North Thompson y la fosa de las Montañas Rocosas. 

### Picos altos
Las cumbres más altas en la cadena están en un grupo conocido como cordillera Premier cuyos picos llevan los nombres de once primeros ministros canadienses, un primer ministro británico y un primer ministro de la Columbia Británica. El pico más alto es el monte Sir Wilfrid Laurier 3516 m. El nombre agregado más recientemente al grupo es el del monte Pierre Elliott Trudeau. 

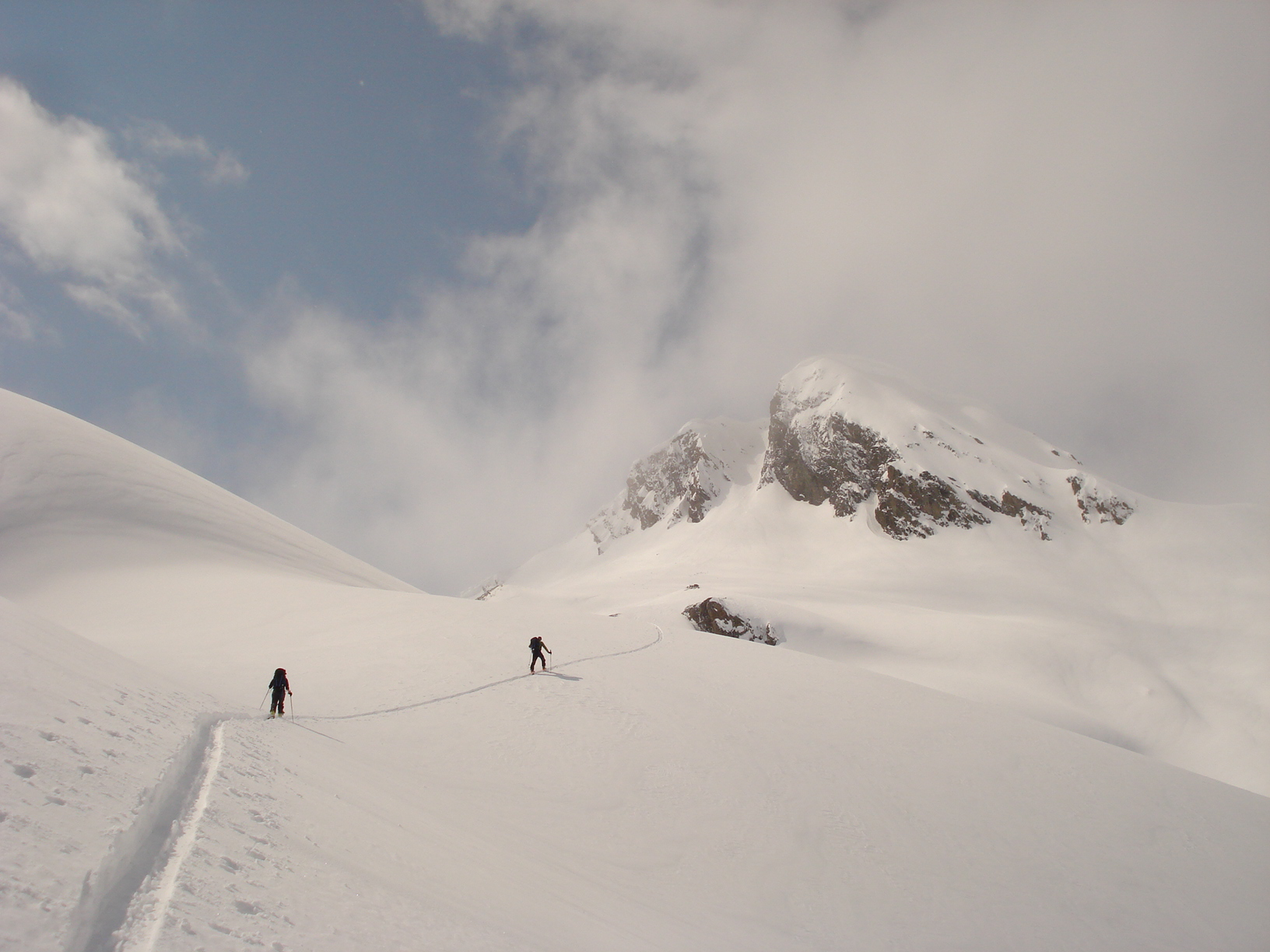
Esquí de travesía en las montañas Cariboo

El pico más alto en las montañas Cariboo, fuera de esa cordillera Premier, es la montaña Quanstrom con 3038 m, que es el pico más septentrional en la cadena de más de 3000 m. 

## Subcordilleras
- Cordillera Mowdish
- Cordillera Premier
- Cordillera Wavy

## Tierras y parques protegidos
Gran parte de las montañas Cariboo se encuentran en el parque provincial de Wells Gray, creado en 1939 y actualmente el cuarto mayor de la Columbia Británica. Otra sección se encuentra en el parque provincial del Lago Bowron, un popular circuito de piragüismo al este de la preservada ciudad de la fiebre del oro de Barkerville. Otro parque de la cordillera es el parque provincial de las Montañas Cariboo, entre Wells Gray y el lago Bowron. 
- Datos: Q847449
- Multimedia: Cariboo Mountains / Q847449